# Helsingør Hospital
Helsingør Hospital eksisterede frem til 1. februar 2013. Det hed ved opførslen i 1976 Øresunds Hospital, men kom den 1. januar 1993 til at hedde Helsingør Hospital.
Hospitalet var for en kortere peride en del af Nordsjællands Hospital, hvorefter det blev selvstændigt igen.
Helsingør Hospital blev lukket før det ellers var planlagt med efter et forlig i 2012, hvor blev det besluttet at det skulle lukke allerede året efter. Nyt stort sundhedshus er byggede i Helsingør hvor en del af hospital funktionerne er flyttede over til, det er 1 ud af 3 lokationer i Nordsjælland med hospital funktioner.[kilde mangler]
Det gamle Helsingør hospital var på 25.000 m2.[kilde mangler]